# نصار الدوسري
نصار الدوسري (بالإنجليزية: Nassar Al-Dosari)‏ مواليد عام 1965، هو مبارز سيف شيش سعودي، شارك في 
الألعاب الأولمبية الصيفية 1984.

## روابط خارجية
- نصار الدوسري على موقع أوليمبيديا (الإنجليزية)